# 588108 Boteropop
588108 Boteropop este o planetă minoră (asteroid) din centura de asteroizi. A fost descoperită pe 8 mai 2007 la Nogales de Jean-Claude Merlin⁠(d). 
Obiectul prezintă o orbită caracterizată de o semiaxă mare de 3,1526785226602 UAi, o excentricitate de 0,022722535654761, o înclinație de 13,840030985373 ° în raport cu ecliptica.